# Youth Revival
Youth Revival ist das zweite Live-Album von Hillsong Young & Free, welche zu Hillsong Music gehört.
Das Album wurde durch die Single, „Where You Are“ angekündigt. Aufgenommen wurde es im Hillsong City Campus in Sydney am 13. November 2015. Nach der Veröffentlichung wurden noch zwei Singles mit Studioaufnahmen von „Real Love“ und „Falling Into You“ herausgegeben.

## Titelliste
Neben der CD wurde das Album auch als Deluxe-Album mit DVD veröffentlicht.

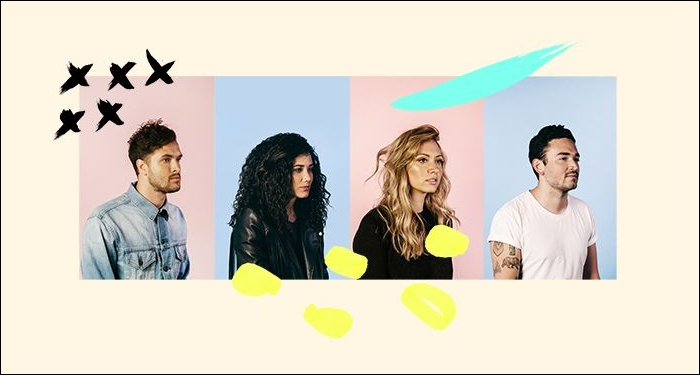
Promotionbild für "Youth Revival".

| Nr.          | Titel                        | Autor(en)                                                       | Worshipleader                  | Länge |
| ------------ | ---------------------------- | --------------------------------------------------------------- | ------------------------------ | ----- |
| 1.           | Where You Are                | Michael Fatkin, Benjamin Hasting, Aodhan King, Alexander Pappas | Aodhan King                    | 3:26  |
| 2.           | Real Love                    | Fatkin, Hannah Hobbs, Pappas                                    | Alexander Pappas               | 3:47  |
| 3.           | Only Wanna Sing              | Fatkin, King, Ben Tan                                           | King                           | 3:15  |
| 4.           | Face to Face                 | Fatkin, Hobbs, Laura Toggs                                      | Laura Toggs                    | 5:10  |
| 5.           | To My Knees                  | Joel Davies, King                                               | King                           | 7:53  |
| 6.           | Trust                        | King, Tan, Melodie Wagner                                       | Melodie Wagner, Tyler Douglass | 4:50  |
| 7.           | Never Alone                  | Tracy Pratt, Tan                                                | Tracy Pratt                    | 4:37  |
| 8.           | When the Fight Calls         | Fatkin, King, Scott Ligertwood, Wagner                          | Pappas                         | 4:45  |
| 9.           | Falling into You             | Hastings, King, Pratt, Cameron Robertson, Tan                   | Wagner                         | 3:07  |
| 10.          | This Is Living               | Davies, King                                                    | King                           | 3:33  |
| 11.          | In Your Eyes                 | Hastings, Tan                                                   | Renee Sieff                    | 3:33  |
| 12.          | Passion                      | King, Bede Benjamin-Korporaal, Tan, Toggs                       | King, Karina Wykes             | 7:38  |
| 13.          | Where You Are (Radioversion) | Fatkin, Hastings, King, Pappas                                  | King                           | 3:27  |
| Gesamtlänge: | Gesamtlänge:                 | Gesamtlänge:                                                    | Gesamtlänge:                   | 59:01 |

## Chartplatzierungen
| ChartsChartplatzierungen       | Höchstplatzierung | Wochen |
| ------------------------------ | ----------------- | ------ |
| Australien (ARIA)              | 3 (5 Wo.)         | 5      |
| Vereinigte Staaten (Billboard) | 45 (1 Wo.)        | 1      |